# Seymour (Indiana)
Seymour es una ciudad ubicada en el condado de Jackson en el estado estadounidense de Indiana. En el Censo de 2010 tenía una población de 17.503 habitantes y una densidad poblacional de 591,4 personas por km².

## Geografía
Seymour se encuentra ubicada en las coordenadas 38°56′41″N 85°53′33″O / 38.94472, -85.89250. Según la Oficina del Censo de los Estados Unidos, Seymour tiene una superficie total de 29.6 km², de la cual 29.58 km² corresponden a tierra firme y (0.04%) 0.01 km² es agua.

## Demografía
Según el censo de 2010, había 17.503 personas residiendo en Seymour. La densidad de población era de 591,4 hab./km². De los 17.503 habitantes, Seymour estaba compuesto por el 90.32% blancos, el 1.27% eran afroamericanos, el 0.25% eran amerindios, el 1.2% eran asiáticos, el 0.1% eran isleños del Pacífico, el 5.1% eran de otras razas y el 1.75% pertenecían a dos o más razas. Del total de la población el 11.51% eran hispanos o latinos de cualquier raza.